# Indigofera adenocarpa
Indigofera adenocarpa är en ärtväxtart som beskrevs av Ernst Meyer. Indigofera adenocarpa ingår i släktet indigosläktet, och familjen ärtväxter. Inga underarter finns listade i Catalogue of Life.